# WTA Finals 2021 – ženská dvouhra
Ženská dvouhra WTA Finals 2021 probíhala v první polovině listopadu 2021, jakožto závěrečný turnaj ženské profesionální sezóny. Do singlové soutěže Turnaje mistryň, premiérově hrané v mexické Guadalajaře, nastoupilo osm nejvýše postavených hráček na žebříčku Porsche Race to the WTA Finals, počítaného od začátku kalendářní sezóny. Druhé největší mexické město ležící v nadmořské výšce přibližně 1 560 m n. m. získalo pořadatelství dodatečně, po zrušení podzimní asijské túry. Stálé pořadatelství turnaje bylo pro období 2019–2030 přiřčeno čínskému Šen-čenu. Názvy skupin byly pojmenovány po předkolumbovských památkách Chichén Itzá a Teotihuacán. Redukované odměny dvouhry činily 4 miliony dolarů.
Obhájkyní titulu byla australská světová jednička Ashleigh Bartyová, která však v říjnu ukončila sezónu kvůli rekonvalescenci a pokračující koronavirové pandemii. Poslední turnaj odehrála na zářijovém US Open. Bez ohledu na výsledky dalších hráček sezónu potřetí v řadě zakončila na čele světové klasifikace.
Rozlosování singlové soutěže proběhlo v pondělí 9. listopadu 2021. Ve dvouhře debutovaly Běloruska Aryna Sabalenková, Češka Barbora Krejčíková, Řekyně Maria Sakkariová, Polka Iga Świąteková, Španělka Paula Badosová a Estonka Anett Kontaveitová,  která si účast zajistila až na konci října díky trofeji v Kluži. Na posledním postupovém místě Kontaveitová předstihla Tunisanku Ons Džabúrovou o 76 bodů. Arabská tenistka pak neplnila roli náhradnice, když jako důvody uvedla potřebu doléčit zranění a přípravit se na další sezónu. Kvůli bolestem v loktě Džabúrová skrečovala úvodní zápas v Moskvě a odstoupila z turnaje v Courmayeuru. Pozici náhradnice poté postupně odřekly další v pořadí Naomi Ósakaová (ukončila sezónu), Anastasija Pavljučenkovová (zdravotní důvody) a Elina Svitolinová než tato dvě místa přešla na Jessicu Pegulaovou s Elise Mertensovou.
Karolína Plíšková vstoupila do turnaje jako nejzkušenější startující popáté v řadě. Po Lindsay Davenportové v roce 2004 a Aně Ivanovićové v 2014 se stala třetí hráčkou od zavedení formátu základních skupin v roce 2003, která nepostoupila do semifinálové fáze, přestože skupinu zakončila s bilancí 2–1. Češku z turnaje vyřadil horší poměr setů. Poprvé od sezóny 2012 tak na okruhu WTA nezískala ani jeden titul.
Vítězkou se stala šestá nasazená Španělka Garbiñe Muguruzaová, jež ve finále zdolala estonskou turnajovou osmičku Anett Kontaveitovou po dvousetovém průběhu 6–3 a 7–5. Ve druhé sadě otočila nepříznivý průběh po ztrátě podání a od stavu her 3–5 získala čtyři závěrečné gamy zápasu. Estonku porazila již v základní skupině, čímž ukončila její 12zápasovou neporazitelnost. Posedmé v historii se tak v přímém boji o titul střetly soupeřky z jedné základní skupiny. V probíhající sezóně si připsala třetí triumf. V předchozí části roku ovládla turnaje v Dubaji a Chicagu. Na okruhu WTA Tour vybojovala jubilejní desátou singlovou trofej.
Při čtvrtém startu na Turnaji mistryň Muguruzaová vylepšila semifinálovou účast z roku 2015 a stala se vůbec první španělskou šampionkou závěrečné události roku. Národním maximem byla finálová účast krajanky Arantxy Sánchezové Vicariové v roce 1993. Obě finalistky vyhrály v sezóně 2021 nejvyšší počet utkání na tvrdém povrchu, první Kontaveitová 39 a druhá Muguruzaová 35 duelů. Celková zápasová bilance Španělky na mexických turnajích po skončení činila 14–2, když v minulosti ovládla již Monterrey Open 2018 a 2019. Na žebříčku se posunula na 3. místo. Estonka vystoupala na nové kariérní maximum, když jí patřila 7. příčka.

## Nasazení hráček
1. Aryna Sabalenková (základní skupina, 500 bodů, 220 000 USD)
2. Barbora Krejčíková (základní skupina, 375 bodů, 110 000 USD)
3. Karolína Plíšková (základní skupina, 625 bodů, 330 000 USD)
4. Maria Sakkariová (semifinále, 625 bodů, 360 000 USD)
5. Iga Świąteková (základní skupina, 500 bodů, 220 000 USD)
6. Garbiñe Muguruzaová  (vítězka, 1375 bodů, 1 570 000 USD)
7. Paula Badosová (semifinále, 625 bodů, 360 000 USD)
8. Anett Kontaveitová (finále, 955 bodů, 750 000 USD)

## Náhradnice
1. Jessica Pegulaová (nenastoupila, 0 bodů, 40 000 USD)
2. Elise Mertensová (nenastoupila, 0 bodů, 40 000 USD)

## Soutěž
| Legenda                                                       |                                                                        |                                                   |
| - Q – kvalifikant - WC – divoká karta - LL – šťastný poražený | - Alt – náhradník - SE – zvláštní výjimka - PR/SR – žebříčková ochrana | - w/o – bez boje - r – skreč - d – diskvalifikace |

### Finálová fáze
|  | Semifinále | Semifinále          | Semifinále         | Semifinále | Semifinále |                    |                     | Finále | Finále | Finále | Finále | Finále |
|  |            |                     |                    |            |            |                    |                     |        |        |        |        |        |
|  | 7          | Paula Badosová      | 3                  | 3          |            |                    |                     |        |        |        |        |        |
|  | 6          | Garbiñe Muguruzaová | 6                  | 6          |            |                    |                     |        |        |        |        |        |
|  | 6          | Garbiñe Muguruzaová | 6                  | 6          |            | 6                  | Garbiñe Muguruzaová | 6      | 7      |        |        |        |
|  |            |                     |                    |            |            | 6                  | Garbiñe Muguruzaová | 6      | 7      |        |        |        |
|  |            | 8                   | Anett Kontaveitová | 3          | 5          |                    |                     |        |        |        |        |        |
|  | 8          | 8                   | Anett Kontaveitová | 3          | 5          | Anett Kontaveitová | 6                   | 3      | 6      |        |        |        |
|  | 8          |                     |                    |            |            | Anett Kontaveitová | 6                   | 3      | 6      |        |        |        |
|  | 4          | Maria Sakkariová    | 1                  | 6          | 3          |                    |                     |        |        |        |        |        |

### Skupina Chichén Itzá
|   |                   | Sabalenka               | Sakkari                 | Świątek       | Badosa        | Zápasy | Sety       | Hry,         | Pořadí |
| 1 | Aryna Sabalenková |                         | 6–7(1–7), 7–6(8–6), 3–6 | 2–6, 6–2, 7–5 | 4–6, 0–6      | 1–2    | 3–5 (38 %) | 35–44 (44 %) | 3.     |
| 4 | Maria Sakkariová  | 7–6(7–1), 6–7(6–8), 6–3 |                         | 6–2, 6–4      | 6–7(4–7), 4–6 | 2–1    | 4–3 (57 %) | 41–35 (54 %) | 2.     |
| 5 | Iga Świąteková    | 6–2, 2–6, 5–7           | 2–6, 4–6                |               | 7–5, 6–4      | 1–2    | 3–4 (43 %) | 32–36 (47 %) | 4.     |
| 7 | Paula Badosová    | 6–4, 6–0                | 7–6(7–4), 6–4           | 5–7, 4–6      |               | 2–1    | 4–2 (67 %) | 34–27 (56 %) | 1.     |

### Skupina Teotihuacán
|   |                     | Krejčíková    | Plíšková           | Muguruza           | Kontaveit | Zápasy | Sety       | Hry          | Pořadí |
| 2 | Barbora Krejčíková  |               | 6–0, 4–6, 4–6      | 6–2, 3–6, 4–6      | 3–6, 4–6  | 0–3    | 2–6 (25 %) | 34–52 (40 %) | 4.     |
| 3 | Karolína Plíšková   | 0–6, 6–4, 6–4 |                    | 4–6, 6–2, 7–6(8–6) | 4–6, 0–6  | 2–1    | 4–4 (50 %) | 33–40 (45 %) | 3.     |
| 6 | Garbiñe Muguruzaová | 2–6, 6–3, 6–4 | 6–4, 2–6, 6–7(6–8) |                    | 6–4, 6–4  | 2–1    | 5–3 (63 %) | 40–38 (51 %) | 2.     |
| 8 | Anett Kontaveitová  | 6–3, 6–4      | 6–4, 6–0           | 4–6, 4–6           |           | 2–1    | 4–2 (67 %) | 32–23 (58 %) | 1.     |